# Pablo's Hippos
Pour plus de détails, voir Fiche technique et Distribution.
Pablo's Hippos est un documentaire américain réalisé par Antonio Von Hildebrand et Lawrence Elman en 2010,. Ce film est présenté au festival du film de Santa Barbara (États-Unis) et à celui de Carthagène des Indes (Colombie) en 2011. Il fait référence aux hippopotames de Pablo Escobar en relatant l'histoire de la lutte de la Colombie avec le trafic international de drogues à travers les yeux de l'animal le plus extravagant du baron de la drogue, à savoir un hippopotame nommé Pablo.